# 마자르인의 카르파티아 정복

머저르인의 카르파티아 정복은 895년 머저르인이 카르파티아 평원에 등장하여 이후 9세기-10세기 내내 중동유럽 곳곳을 침략하다가 마침내 카르파티아에 정착함으로써 종료된 사건이다. 헝가리에서는 조국 정복(헝가리어: honfoglalás)이라고 한다. 머저르인은 원래 폰토스-카스피 스텝에 살고 있었고, 이들이 유럽에 도래하기 전까지 세 중세 강대국(불가리아 제1제국, 대모라비아 왕국, 동프랑크 왕국)이 카르파티아 평원의 패권을 다투고 있었다. 세 나라는 머저르 기병들을 용병으로 자주 고용했고, 자연히 머저르인들은 이 일대 지리를 훤히 알게 되었다.
머저르인의 정복은 중세 초기 민족대이동 중 마지막 이동으로 여겨진다. 머저르인들은 894년에서 895년 사이 카르파티아산맥을 넘었고, 페체네그인과 불가르인이 연합해 그들을 영격했으나 막아내지 못했다. 다뉴브강 동안 저지대(헝가리 대평원)을 차지하게 된 머저르인들은 900년 다뉴브강을 도하하여 서안의 판노니아까지 정복했다. 그리고 모라비아는 902년에서 906년 사이 아예 멸망당했다.
907년 7월 4일, 프레스부르크 전투에서 머저르인들은 독일군(주로 바이에른군)을 격파하여 카르파티아 평원에 대한 자신들의 지배를 공고히 했다. 머저르인들은 이후 955년까지 유럽 곳곳에 노략질을 다녔으며(머저르인의 유럽 침공), 943년에서 971년 사이에는 동로마 제국도 공격했다. 그러나 그들은 서서히 카르파티아 평원에 정착하고 기독교를 받아들이면서 유목정을 버리게 되었고, 기원후 1000년경 기독교 왕국인 헝가리 왕국으로 거듭난다.

## 같이 보기
- 헝가리 대공국